# Clemente Papi
Clemente Papi (Roma, 1803 – Firenze, 10 febbraio 1875) è stato uno scultore italiano.

## Opere
- Diana Gabina, copia dal modello antico conservato al Louvre, gesso, Firenze, Accademia delle Belle Arti (1839)
- Mercurio volante, da Giambologna, Chatsworth, Derbishire, UK, Duke of the Devonshire collection (1840)
- Perseo con la testa di Medusa, da Cellini, bronzo, The Italian Gardens at the Trentham Estate, Staffordshire, UK (1844)
- Abele morente, fusione in bronzo del modello di Giovanni Dupré, Firenze, Galleria d'Arte Moderna (1850)
- Caino, fusione in bronzo del modello di Giovanni Duprè, Firenze, Galleria d'Arte Moderna (1850)
- Allegorie delle Stagioni (base del tavolo di Apollo e le Muse), fusione del modello di Giovanni Duprè, Firenze, Palazzo Pitti, Galleria Palatina (1854)
- Daniel Webster, fusione in bronzo del modello di Hiram Powers, Boston, Massachusetts State House (1856)
- Base della fontana del Porcellino, (bottega di Pietro Tacca), fusione in bronzo del modello reintegrato da Giuseppe Benelli, Firenze, Museo Stefano Bardini (1857)
- David, da Michelangelo, gesso, Firenze, Istituto Statale d'Arte di Porta Romana (1847)
- David, da Michelangelo, gesso, Londra, Victoria and Albert Museum (1856)
- David, da Michelangelo, bronzo, Firenze, Piazzale Michelangelo (1866)